# Åland24
Åland24 är en lokal TV-kanal på Åland. Ägandet har varierat men Åland24 helägs sedan 2015 av Nya Ålands Tidningsaktiebolag. Inledningsvis kunde man se Åland24s program via webb-TV och IP-TV men sedan 2015 har alla ålänningar haft kanalen i sitt utbud oavsett distributionsform. Sedan starten har innehållet bestått av nyheter och väder varje vardag samt varje vecka "Rakt på", där Nya Ålands ansvariga utgivare, Nina Fellman, pratar med inbjudna gäster. Andra uppskattade programformat genom tiderna är "Hemma Hos" med Adam Öhman, "Sommargästen" med Lisa Bergqvist. Innehållet har kontinuerligt utvecklats och består i dag av ett varierat utbud med nyheter, sport, debatt, aktualiteter, nöje, jakt, ekonomi och kultur.
Sändningarna varar i en halvtimme och loopas därefter i ett dygn för att sedan uppdateras.
Förutom på Åland kan man även se Åland24 i Jakobstad, Pedersöre, Larsmo, Nykarleby, Pargas, Kimito, Karis, Lovisa och Borgå.
Lokal Åland (1984-2005)
Åland tv no (2005-2007)
Åland24 (2007-2024)